# کوودادیق
کوودادیق (به لاتین: Kövdadıq) یک منطقه مسکونی در جمهوری آذربایجان است که در شهرستان ترتر واقع شده است.